# Alvis

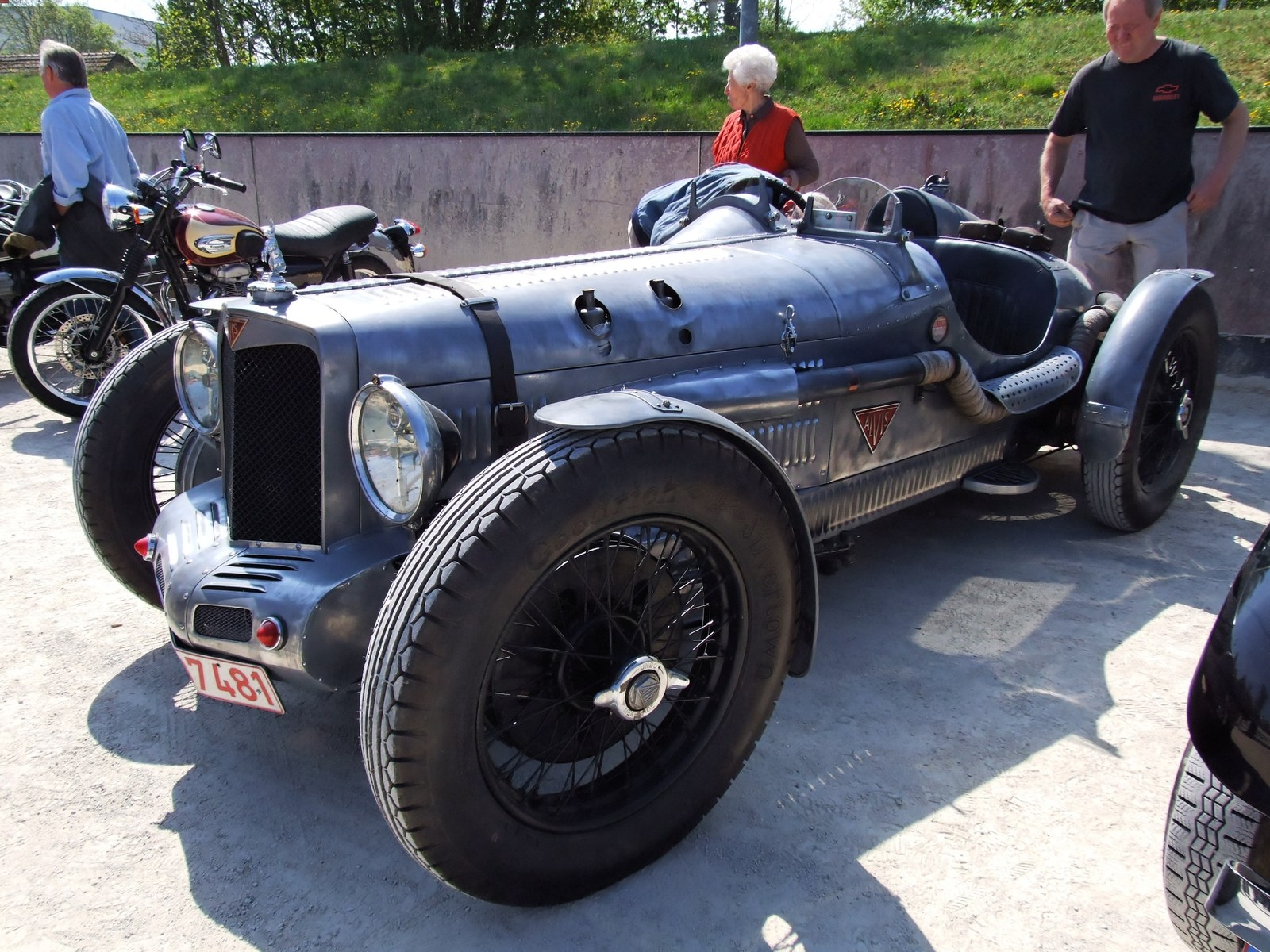
Alvis 1

Alvis var ett brittiskt företag som tillverkade bilar mellan 1919 och 1967 och militära fordon från 1967 till 2004.

## Historia
T.G. John grundade företaget T.G. John Ltd 1919. Företaget fanns i början i Coventry där det också tidigare fanns biltillverkning. Det första året tillverkades bland annat skotermotorer och 1920 kom den första bilmodellen Alvis 10/30. År 1927 bytte företaget namn till Alvis Car & Engineering Co Ltd och år 1937 till endast Alvis Ltd.
Bilproduktionen tog en paus under andra världskriget och istället tillverkade Alvis flygplansmotorer. Under kriget blev också Alvis fabrik bombad men de fortsatte tillverka bilar redan 1946.
1965 köpte Rover Alvis och 1967 upphörde bilproduktionen. Istället fortsatte företaget med militära fordon. Några år efter affären med Rover samlades nästan alla brittiska bilmärken i British Leyland. 1981 köptes Alvis av United Scientific Holdings plc. Efter en tid bytte företaget namn till Alvis plc.
1998 tog Alvis plc över GKNs produktion av militära fordon. Efter att man köpt Hägglunds Vehicle köpte Alvis 2002 Vickers Defence. Dessa två företag döptes om till Alvis Hägglunds och Alvis Vickers ltd, och Alvis anläggning i Telford lades ned. 2004 köpte BAE Systems upp hela Alviskoncernen.
BAE tillverkar bl.a. terrängfordonet Galten för Svenska armén.

## Modeller

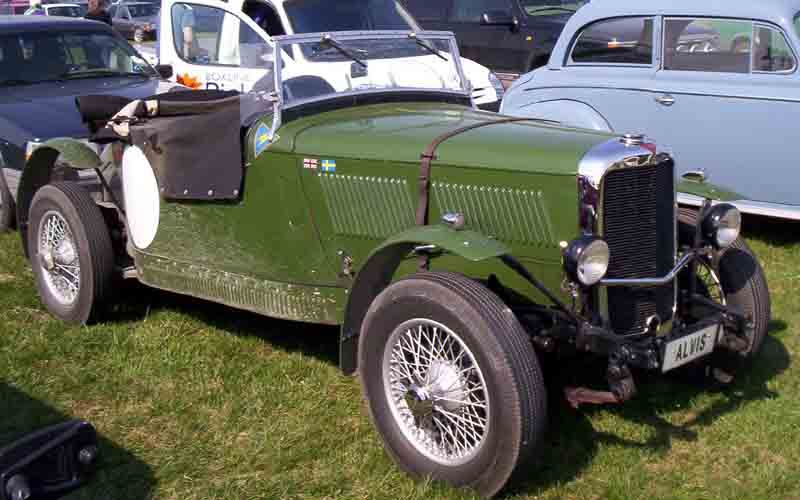
Alvis 12/70 2-Seater Special 1938

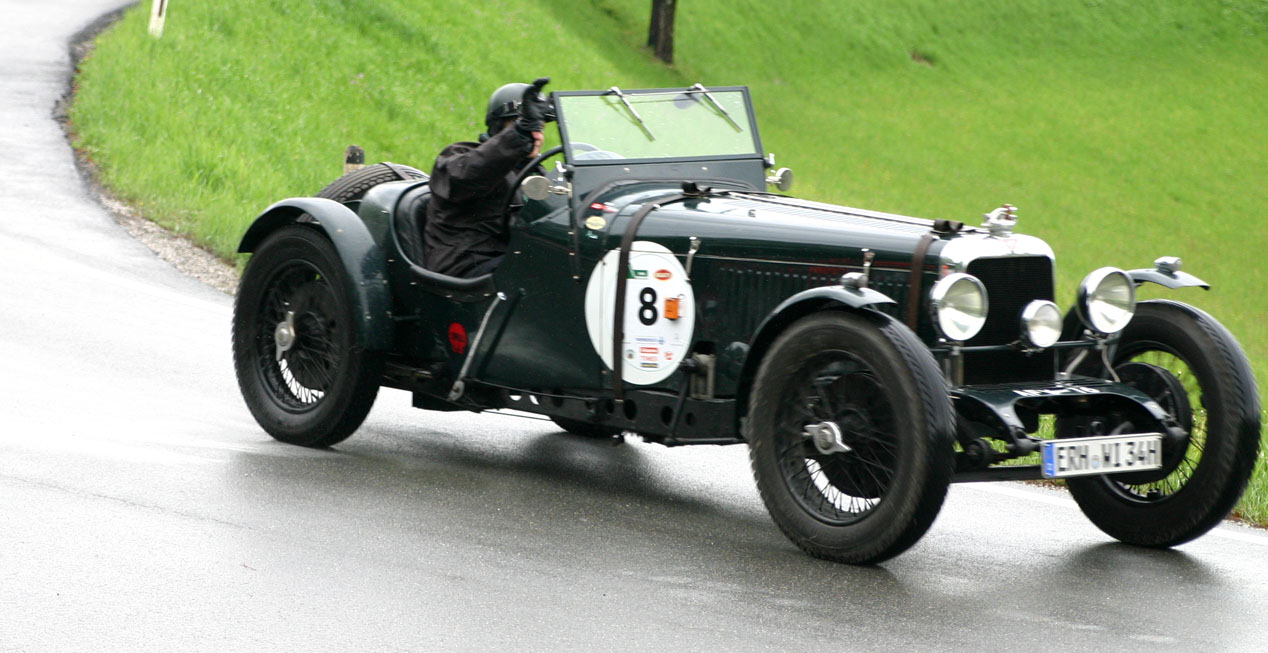
Alvis Silver Eagle

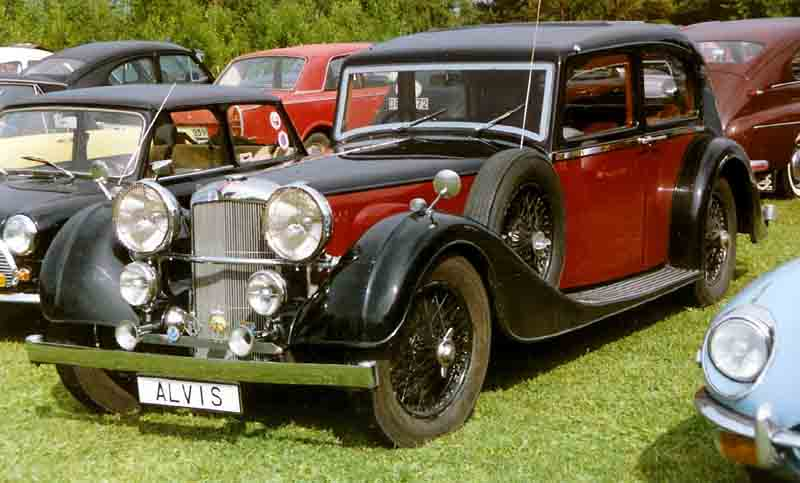
Alvis 4,3-Litre Saloon 1938

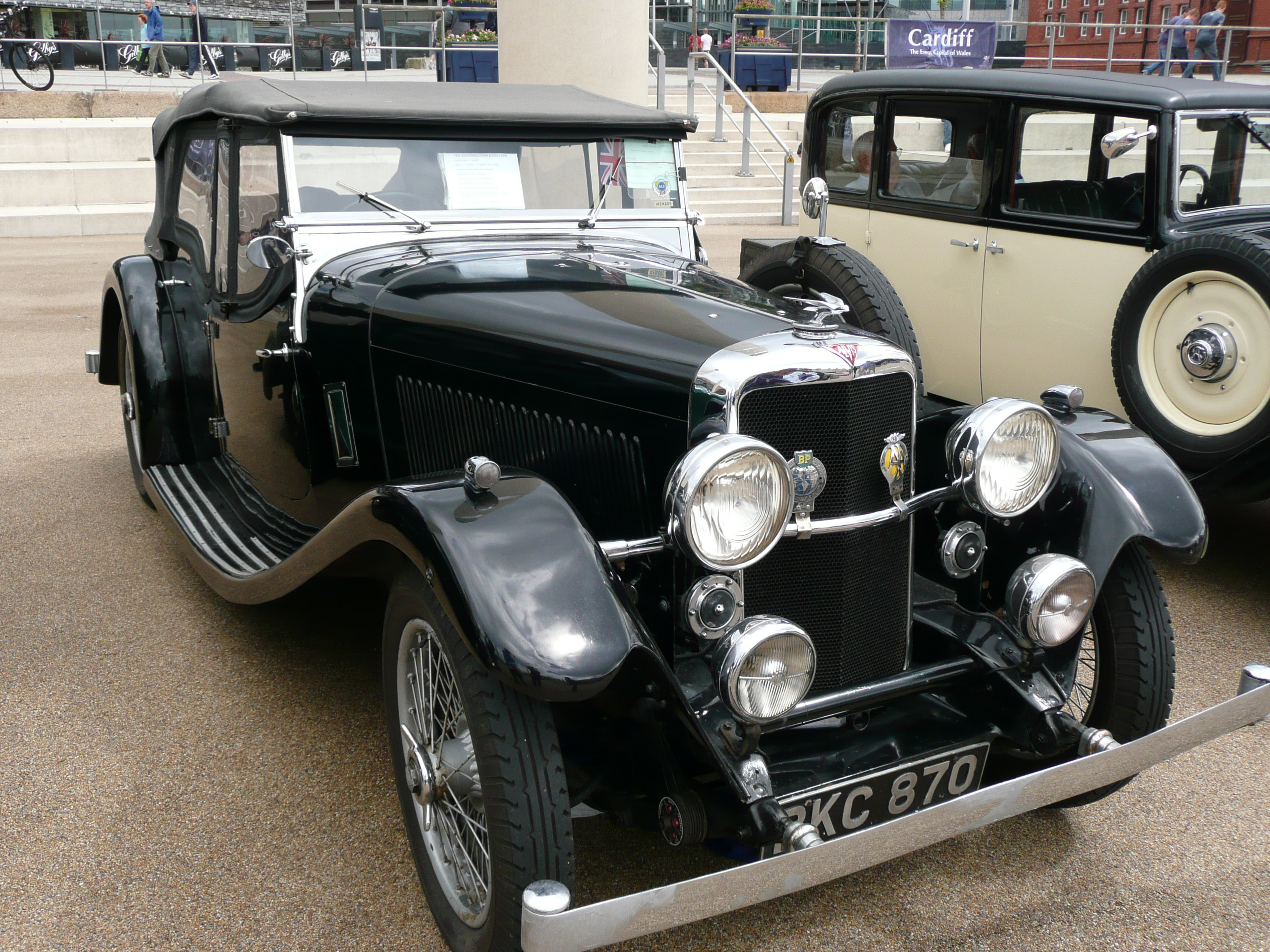
Alvis Firebird Tourer från 1936.

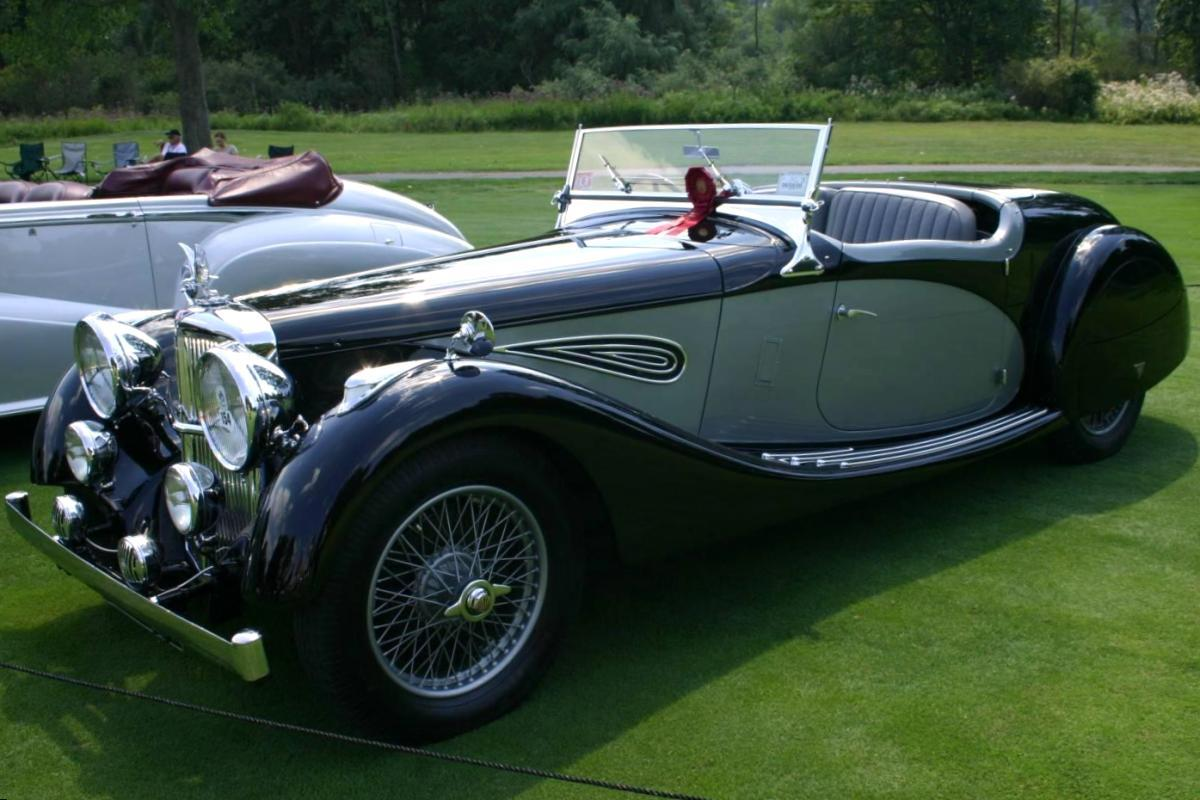
Alvis Speed 25 Offord Roadster 1937

| Namn               | Introducerad på marknaden | Borttagen från marknaden | Antal producerade | Karosseri och varianter                                                         |
| ------------------ | ------------------------- | ------------------------ | ----------------- | ------------------------------------------------------------------------------- |
| 10/30              | 1920                      | 1923                     | 603               |                                                                                 |
| 11/40              | 1921                      | 1923                     | 382               |                                                                                 |
| 12/40              | 1922                      | 1925                     | 1552              |                                                                                 |
| 12/50              | 1923                      | 1933                     | 3616              |                                                                                 |
| 14.75              | 1927                      | 1929                     | 492               |                                                                                 |
| 12/75 FWD          | 1928                      | 1931                     | 142               | 2- och 4-sitsig sport, Sports saloon                                            |
| 16.95 Silver Eagle | 1929                      | 1936                     | 1357              | 2-Sits Sport, Coupé, Drophead Coupé, Saloon                                     |
| 12/60              | 1931                      | 1932                     | 282               | 2- och 4-Sits Sport, Sports Saloon                                              |
| Speed 20           | 1932                      | 1936                     | 1165              | Sports Tourer, Drophead Coupé, Sports Saloon. Fyra modeller: SA, SB, SC och SD. |
| Firefly 12         | 1933                      | 1940                     | 904               | 4 Light Saloon, 6 Light Saloon, Drophead Coupé, Sports Tourer                   |
| Crested Eagle      | 1933                      | 1940                     | 652               | 4 Light Saloon, 6 Light Saloon, Limousine                                       |
| Firebird           | 1935                      | 1936                     | 449               | 4 Light Saloon, 6 Light Saloon, Drophead Coupé, Sports Tourer                   |
| 3 1/2 litre        | 1936                      | 1936                     | 61                |                                                                                 |
| Silver Crest       | 1937                      | 1940                     | 344               | 4 Light Saloon, 6 Light Saloon, Drophead Coupé                                  |
| Speed 25           | 1937                      | 1940                     | 536               | Sports Tourer, Drophead Coupé, Sports Saloon                                    |
| 4.3 litre          | 1937                      | 1940                     | 204               | Sports Saloon, Sports Tourer                                                    |
| 12/70              | 1938                      | 1940                     | 776               | Sports Tourer, Drophead Coupé, Sports Saloon                                    |
| TA 14              | 1946                      | 1950                     | 3213              |                                                                                 |
| TB 14              | 1948                      | 1950                     | 100               |                                                                                 |
| TA 21              | 1950                      | 1953                     | 1314              |                                                                                 |
| TB 21              | 1950                      | 1953                     | 31                |                                                                                 |
| TC 21/100          | 1953                      | 1955                     | 48                |                                                                                 |
| TD 21              | 1958                      | 1963                     | 1070              |                                                                                 |
| TE 21              | 1964                      | 1966                     | 352               |                                                                                 |
| TF 21              | 1966                      | 1967                     | 106               |                                                                                 |

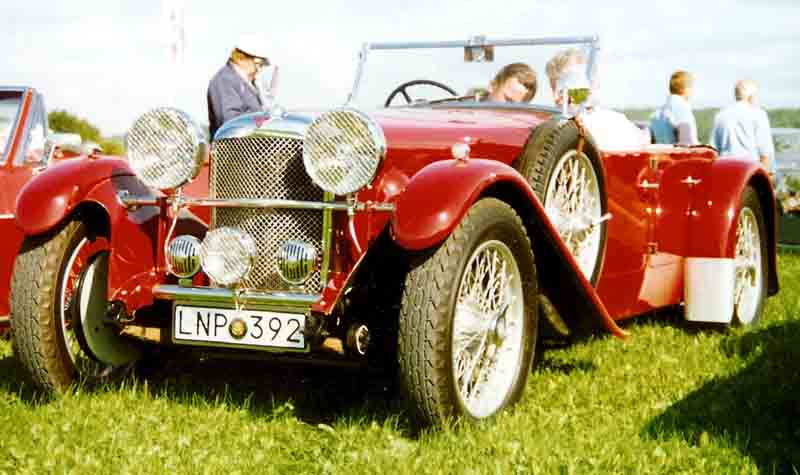
Alvis Speed 20 Tourer 1932
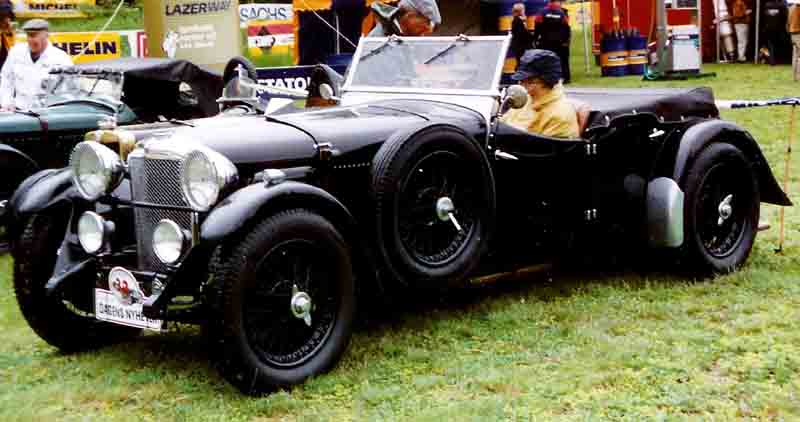
Alvis Speed 20 Tourer 1933
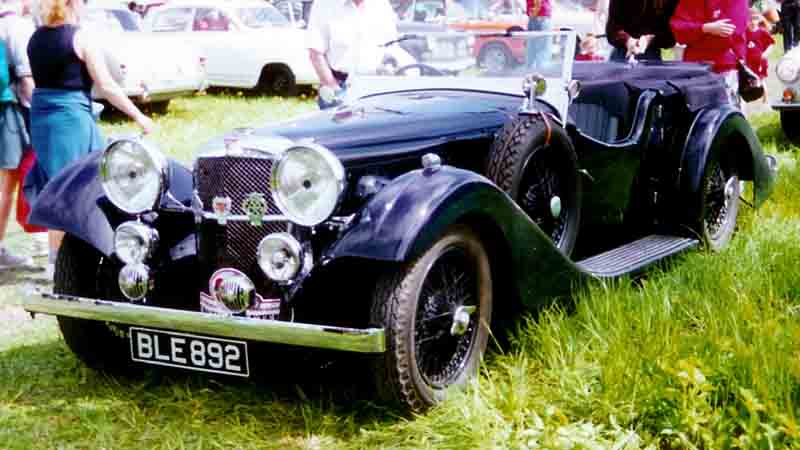
Alvis Speed 20 Vandenplas Tourer 1935
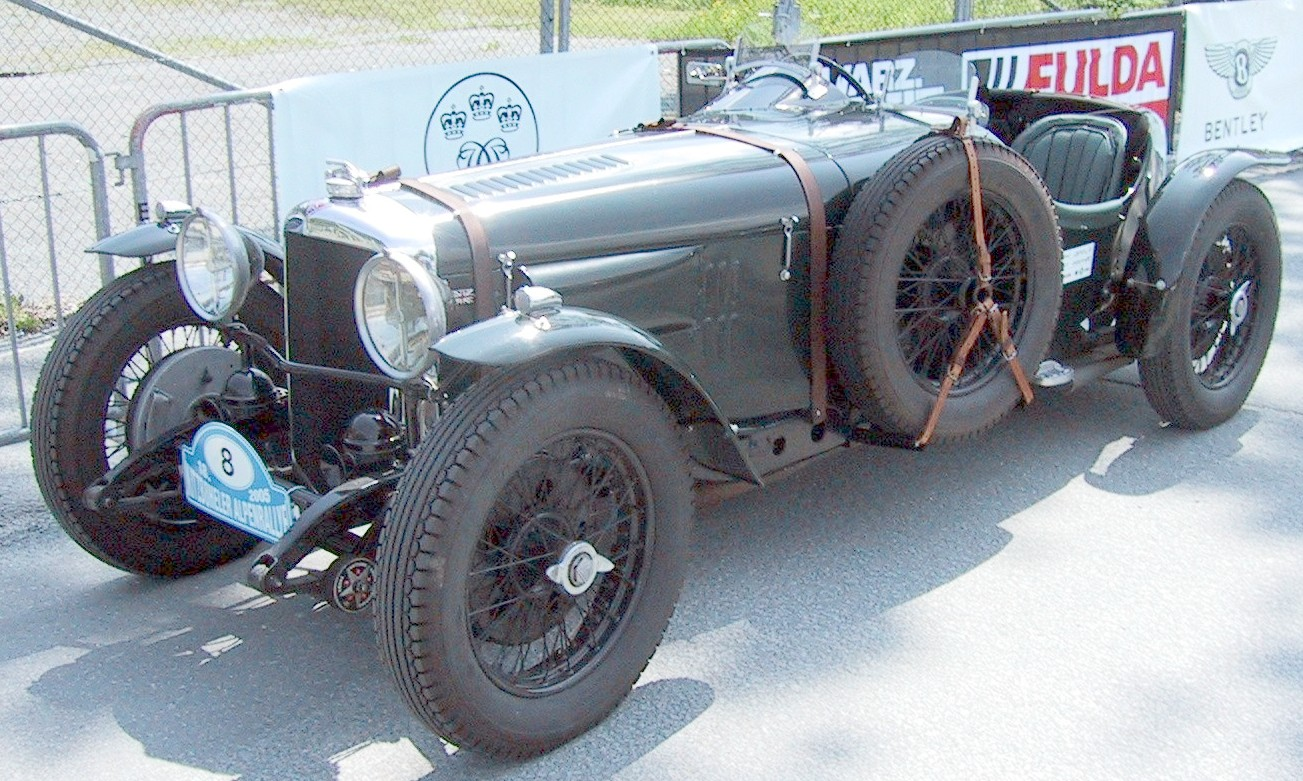
Alvis Speed 2-Seater Sports 1936

## Militära fordon
- Alvis Saladin
- Alvis Saracen
- Alvis Stalwart
- FV101 Scorpion
- Alvis Stormer
- Galten